# Municipio de Union (condado de Parke)
El municipio de Union (en inglés: Union Township) es un municipio ubicado en el condado de Parke en el estado estadounidense de Indiana. En el año 2010 tenía una población de 1562 habitantes y una densidad poblacional de 16,85 personas por km².

## Geografía
El municipio de Union se encuentra ubicado en las coordenadas 39°44′8″N 87°4′20″O / 39.73556, -87.07222. Según la Oficina del Censo de los Estados Unidos, el municipio tiene una superficie total de 92.7 km², de la cual 84,69 km² corresponden a tierra firme y (8,64 %) 8,01 km² es agua.

## Demografía
Según el censo de 2010, había 1562 personas residiendo en el municipio de Union. La densidad de población era de 16,85 hab./km². De los 1562 habitantes, el municipio de Union estaba compuesto por el 98,66 % blancos, el 0,06 % eran afroamericanos, el 0,51 % eran amerindios, el 0,26 % eran asiáticos y el 0,51 % eran de una mezcla de razas. Del total de la población el 1,28 % eran hispanos o latinos de cualquier raza.